# Јота (Козенца)
Јота је насеље у Италији у округу Козенца, региону Калабрија.
Према процени из 2011. у насељу је живело 161 становника. Насеље се налази на надморској висини од 267 м.